# Przełęcz Zubrzycka
Przełęcz Zubrzycka (877 m) – przełęcz pomiędzy wzniesieniami Czernic (Czyrniec) (1317 m) oraz Kieczura (911 m). Biegnie przez nią asfaltowa droga Zubrzyca Górna – Sidzina. Przełęcz znajduje się w długim grzbiecie, który odchodzi od Policy i poprzez Czernic, Przełęcz Zubrzycką i Kieczurę biegnie w kierunku Przełęczy Spytkowickiej. Grzbietem tym biegnie Wielki Europejski Dział Wodny między zlewiskami Morza Bałtyckiego i Morza Czarnego. Na południowo-zachodnich stokach Przełęczy Zubrzyckiej znajduje się jedno ze źródeł potoku Zubrzyca (zlewnia Morza Czarnego), natomiast na północno-wschodnich – potoku Sidzinka (zlewnia Bałtyku).
W nowej regionalizacji z 2018 r. Przełęcz Zubrzycka stanowi umowną granicę między Pasmem Policy zaliczanym do Beskidu Żywiecko-Orawskiego a Pasmem Orawsko-Podhalańskim. Na przełęczy znajduje się należące do Zubrzycy Górnej osiedle Ignatówka. Obok szlaku turystycznego, przy szosie znajduje się kamienna figurka z krzyżem, przez Przełęcz Zubrzycką prowadzi szlak historyczny o nazwie Tabakowy Chodnik.
Przez Przełęcz Zubrzycką biegnie granica między wsią Zubrzyca Górna w powiecie nowotarskim i wsią Sidzina w powiecie suskim (obydwie w województwie małopolskim).
Szlak turystyczny
 szlak niebieski Polica – Czernic – Przełęcz Zubrzycka – Podwilk:
- z Policy 1:05 godz. (z powrotem 1:30 godz.)
- z Podwilku 3:20 godz. (z powrotem 3:05 godz.)